# Pseudapistosia
Pseudapistosia is een geslacht van vlinders van de familie spinneruilen (Erebidae), uit de onderfamilie Arctiinae.

## Soorten
- P. gigas Dognin, 1890
- P. leucocorypha Dognin, 1914
- P. similis Hampson, 1901
- P. umber Cramer, 1775